# Filthy
"Filthy" é uma canção do artista musical estadunidense Justin Timberlake, gravada para o seu futuro quinto álbum de estúdio Man of the Woods (2018). Foi composta e produzida pelo próprio juntamente com Timbaland e Danja, com o auxílio de James Fauntleroy e Larrance Dopson na escrita. A faixa foi lançada em 5 de janeiro de 2018, através da RCA Records, servindo como o primeiro single do disco.

## Faixas e formatos
| Download digital |          |         |  |
| N.º              | Título   | Duração |  |
| 1.               | "Filthy" | 4:53    |  |

## Desempenho nas tabelas musicais

### Posições
| Tabela musical (2018)                                  | Melhor posição |
| ------------------------------------------------------ | -------------- |
| Alemanha (Media Control Charts)                        | 42             |
| Austrália (ARIA Charts)                                | 27             |
| Áustria (Ö3 Austria Top 40)                            | 42             |
| Bélgica (Ultratop 50 de Flandres)                      | 17             |
| Bélgica (Ultratop 40 da Valônia)                       | 50             |
| Canadá (Canadian Hot 100)                              | 5              |
| Dinamarca (Tracklisten)                                | 24             |
| Escócia (The Official Charts Company)                  | 8              |
| Eslováquia (IFPI Slovenská Republika)                  | 30             |
| Espanha (Productores de Música de España)              | 29             |
| Estados Unidos (Billboard Hot 100)                     | 9              |
| Estados Unidos (Pop Songs)                             | 17             |
| Estados Unidos (Adult Pop Songs)                       | 19             |
| Estados Unidos (Rhythmic Songs)                        | 23             |
| Finlândia (IFPI Finlândia)                             | 64             |
| França (Syndicat National de l'Édition Phonographique) | 19             |
| Hungria (Magyar Hanglemezkiadók Szövetsége)            | 11             |
| Irlanda (Irish Recorded Music Association)             | 22             |
| Israel (Media Forest)                                  | 8              |
| Itália (Federazione Industria Musicale Italiana)       | 55             |
| Japão (Japan Hot 100)                                  | 57             |
| Noruega (VG-lista)                                     | 39             |
| Nova Zelândia (NZ Top 10 Heatseekers Singles)          | 2              |
| Países Baixos (MegaCharts)                             | 53             |
| Reino Unido (UK Singles Chart)                         | 15             |
| Chéquia (IFPI Česká Republika)                         | 23             |
| Suécia (Sverigetopplistan)                             | 1              |
| Suíça (Schweizer Hitparade)                            | 34             |

## Histórico de lançamento
| País           | Data                 | Formato           | Gravadora(s) |
| -------------- | -------------------- | ----------------- | ------------ |
| Mundo          | 5 de janeiro de 2018 | Download digital  | RCA          |
| Itália         | 5 de janeiro de 2018 | Rádios mainstream | Sony         |
| Reino Unido    | 5 de janeiro de 2018 | Rádios mainstream | RCA          |
| Estados Unidos | 8 de janeiro de 2018 | Rádios Hot AC     | RCA          |
| Estados Unidos | 9 de janeiro de 2018 | Rádios mainstream | RCA          |
| Estados Unidos | 9 de janeiro de 2018 | Rádios rhythmic   | RCA          |